# کانتون (جورجیا)
کانتون، جورجیا (به انگلیسی: Canton, Georgia) یک شهر در ایالات متحده آمریکا با جمعیت ۲۲٬۹۸۷ نفر است که در جورجیا واقع شده‌است.